# Ли Мёнджу
Ли Мёнджу (кор. 이명주, общепринятая латинская транскрипция — Lee Myung-joo; род. 24 апреля 1990, Тэгу) — южнокорейский футболист, полузащитник клуба «Аль-Айн» и сборной Республики Корея.

## Карьера
После дебютного сезона в «Пхохан Стилерс» Ли Мёнджу был назван «новичком K-лиги 2012 года». В 2014 году Ли Мёнджу перешёл к «Аль-Айн». Ли Мёнджу дебютировал в сборной Республики Корея 11 июня 2013 года в матче с Узбекистаном квалификации ЧМ 2014 по футболу.